# Église Saint-Nicolas de Lyon
Pour les articles homonymes, voir Église Saint-Nicolas.
L'église Saint-Nicolas (russe : Храм Св. Николая Чудотворца) est un édifice religieux orthodoxe russe situé au 5, rue Sainte-Geneviève, dans le 6e arrondissement de Lyon, dans le quartier des Brotteaux. C'est une église orthodoxe de l'Église orthodoxe russe hors frontières - synode du métropolite Agathange depuis que la paroisse a quitté en 2001 le synode de l'Église orthodoxe russe hors frontières du métropolite Lavr.

## Histoire
La paroisse Saint-Nicolas a regroupé les émigrés Russes blancs du début du XXe siècle de la région, après la Révolution de 1917. La construction de l'édifice s'est déroulée de 1938 à 1946, en lieu et place d'une construction temporaire permettant d'accueillir les fidèles et d'effectuer les offices divins, autour de l'archiprêtre Pouchkine, plusieurs fois décoré de l'Ordre impérial et militaire de Saint-Georges. 
En 1976, les fidèles orthodoxes de l'église sont les premiers à célébrer un office religieux en souvenir des saints Martyrs de Lyon de la persécution romaine en 177 au sein même de l'Amphithéâtre des Trois Gaules.
En 2001, l'Église orthodoxe russe hors-frontières connaît une schisme entre les partisans du refus du « sergianisme » et les partisans du rapprochement et de la communion avec le Patriarcat de Moscou et de toute la Russie. Les fidèles, convoqués en assemblée générale extraordinaire, font le choix de l'Église orthodoxe russe en exil, telle que voulue par ses fondateurs en 1920 et reste fidèle au métropolite Vitaly (Oustinov), cinquième primat (depuis 1986) de l'Église orthodoxe russe hors-frontières qui, à 50 ans d'épiscopat, venait d'être destitué (un cas jamais vu) par un nombre important d'autres évêques de son synode.
En mai 2007, refusant de signer l'union avec le Patriarcat de Moscou, certains évêques maintiennent l'indépendance de l'Église russe hors-frontières et perpétuent l'Eglise des Métropolites Antoine, Anastase, Philarète et Vitaly.
En 2010, le clocher à bulbe de l'église fait la couverture de l'ouvrage : Lyon sacré, les lieux de culte du Grand Lyon. 
Aujourd'hui, l'église accueille les descendants de Russes blancs, des Russes « néo-arrivants », des Bulgares, des Roumains, des Moldaves, des Polonais, mais également des Français convertis, entre autres.

## Description

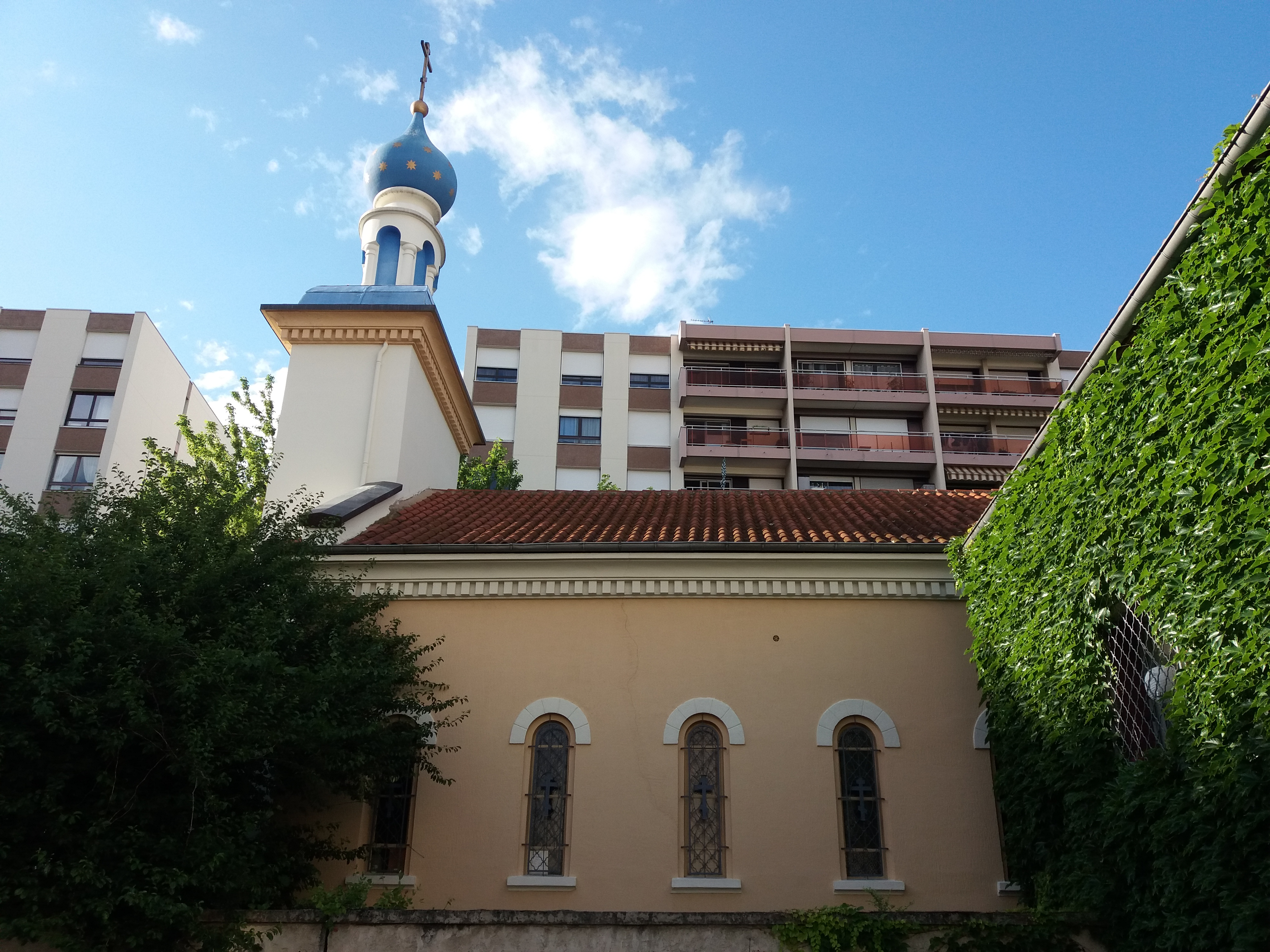
Côté sud.

Le bâtiment se présente comme une grande nef principale en longueur, précédée d'un porche et d'un narthex d'où s'élève le clocher à bulbe, typique de l'architecture religieuse russe ; la nef se terminant par une abside centrale, séparée par une iconostase peinte et surélevée par une estrade de trois marches (sur laquelle se place notamment le chœur de l'église), délimitant ainsi la nef et le sanctuaire ; dans un style épuré tant à l'extérieur qu'à l'intérieur. À l'image des églises orthodoxes, l'intérieur de l'édifice présente de nombreuses icônes du Christ, de la Vierge Marie, de saint Nicolas de Myre (saint patron de l'église), de saint Vladimir Ier de Kiev, de la Sainte famille impériale russe, etc. Également, on y trouve des étendards militaires de la Russie impériale avec comme devise : « Съ нами Богъ » et de la marine impériale russe (drapeau de la Russie).

## Communion orthodoxe
Depuis le 23 mars 2014, une unité de Foi est déclarée avec l'Église des vrais chrétiens orthodoxes de Grèce - Synode chrysostomite, l'Église orthodoxe vieille-calendariste de Roumanie, ainsi qu'avec l'Église orthodoxe vieille-calendariste de Bulgarie.